# セルゲイ・ザカルリュカ
セルゲイ・ウラディミロヴィッチ・ザカルリュカ（ウクライナ語: Сергій Володимирович Закарлюка - Serhiy Vladymyrovych Zakarlyuka, 1976年8月17日 - 2014年10月6日）は、ウクライナ・ニコポリ出身のサッカー選手。ポジションはMF。
ウクライナ国内にある数々のクラブを渡り歩いた流浪人である。
2014年10月6日、元チームメイトのルスラン・レヴィハが運転する車に同乗している際に交通事故に遭い、死亡した。